# Seria 263 ČD
S 499.2 – lokomotywa elektryczna wyprodukowana w latach 1984-1988 dla kolei czechosłowackich. Wyprodukowanych zostało dziesięć elektrowozów. Pierwszy elektrowóz wyprodukowano w styczniu 1984 roku. Drugi wyprodukowano w kwietniu 1984 roku. Lokomotywy elektryczne wyprodukowano do prowadzenia pasażerskich pociągów kursujących po zelektryfikowanych liniach kolejowych. Po rozpadzie Czechosłowacji elektrowozy eksploatowane są przez koleje czeskie oznakowane jako Řada 263.